# K-ASROC
K-ASROC（ケーアスロック）は国防科学研究所が開発した韓国産対潜ミサイル。韓国ではホンサンオ（赤い鮫という意味）と呼ばれる。1発当たりの値段は約20億ウォン。
アメリカのVL-ASROC、日本の07式垂直発射魚雷投射ロケットに続いて開発されたが、実戦配備についてはアスロックに継ぎ07式より早かったため韓国のマスコミは「世界で2番目に開発された垂直発射型の対潜ミサイル」と報じている。

## 概要
通常の魚雷は水中を移動するため敵潜水艦到達までに時間がかかる。そのため魚雷音で事前に探知される恐れがあった。そこで、対潜ミサイルでは、敵潜水艦近くの海域まで誘導弾で魚雷を飛翔させることでその欠点を補っている。K-ASROCも、韓国が開発した対潜ミサイルである。
K-ASROCは発射されると飛距離を調節するため空中で燃焼中のロケットエンジンを強制的に切り離す。敵潜水艦近くの海域まで到達すると、落下傘を開くことで減速し着水する。着水時に落下傘を切り離し、スクリューが稼動、その後魚雷として敵潜水艦を攻撃する。これにより目標付近でしか使えなかった魚雷と比べ射程が大幅に伸び、目標の回避時間を削ることで命中精度も改善した。

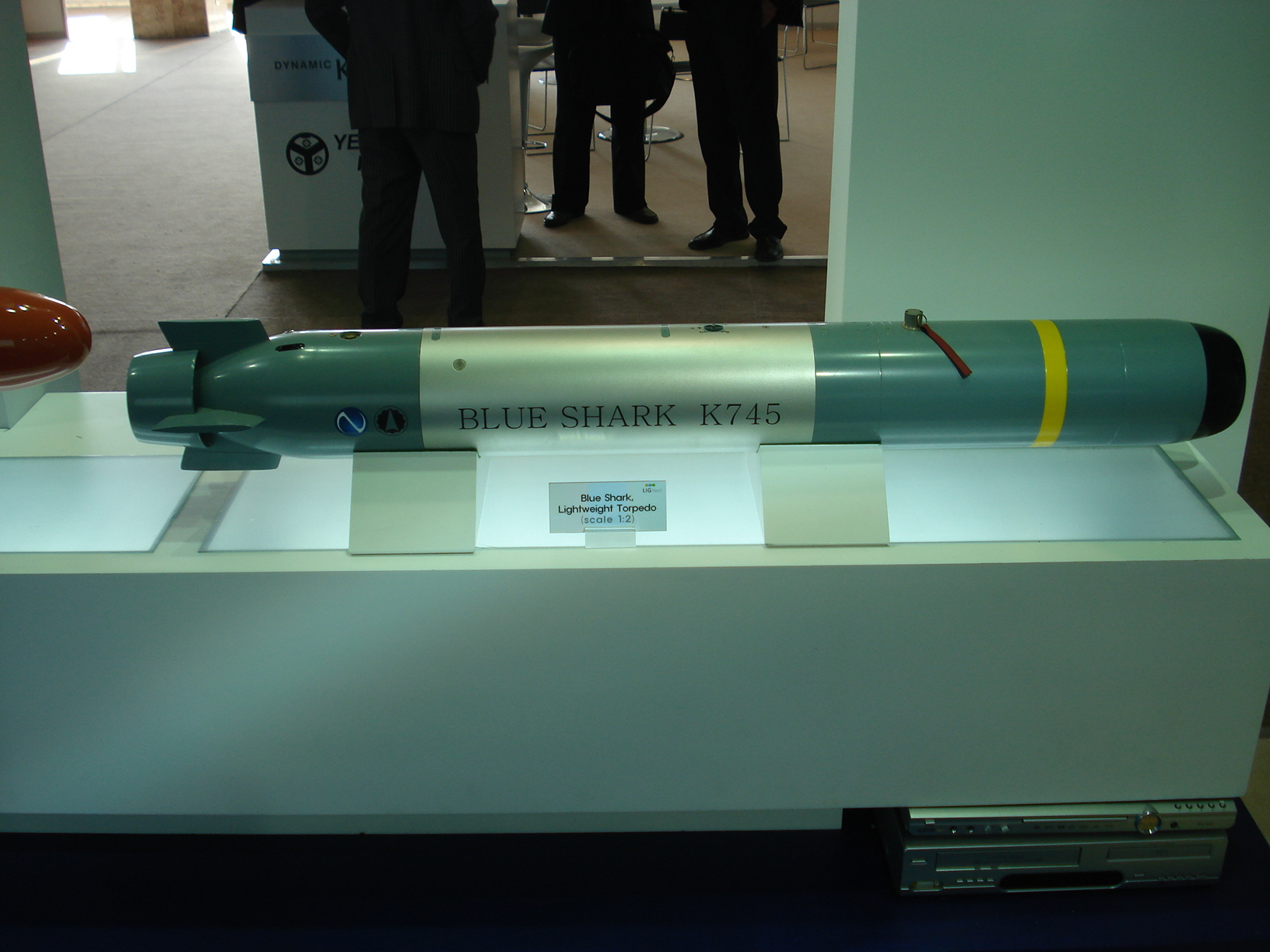
弾頭となるK745 LW短魚雷（青鮫）。

空中射程は30km以上とアメリカVLAの17kmを大きく上回っている。なお弾頭にはK745 LW（青鮫）短魚雷が使用されている。
2009年6月22日に国防科学研究所が開発成功を発表。開発着手から9年、1,000億ウォンの開発費が投じられた。すでに10回余り艦艇からの発射飛行実験が行われ、国防科学研究所は「威力と優秀さは立証済み」としている。
2010年から実戦配備され、2012年までに約60～70基が実戦配備される予定と報じられた。なお韓国海軍では、アメリカ海軍でFRAM-I改修を行なってアスロックの運用能力を付与されたギアリング級駆逐艦を導入していたものの、実際にはアスロックの運用を行っていなかったことから、これが初の対潜ミサイル装備となり、外洋での対潜戦能力が重視されるようになった象徴的な事例と評される。
2012年7月25日の戦力化後に最初に行われた試験発射において失敗したことから、原因究明に乗り出している。本来なら20km離れた水深60mの目標を破壊する予定であったが、発射から80秒ほどで10km飛行し、パラシュートを開き着水するも、魚雷が推進することなく目標よりもはるか手前で流失した。2012年から2013年かけての試射においても、12発中8発の命中に留まったことから、改善が続けられた。
2014年5月に韓国防衛事業庁は、改良の結果、量産を再開すると発表している。